# Lucjan Ballenstedt

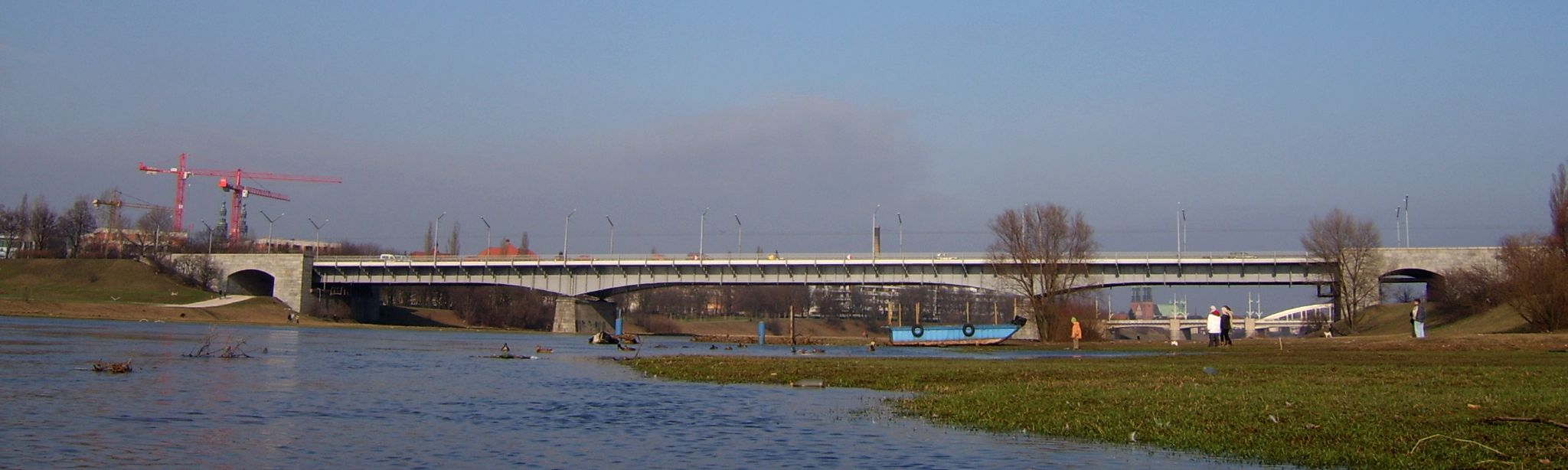
Most Królowej Jadwigi w Poznaniu

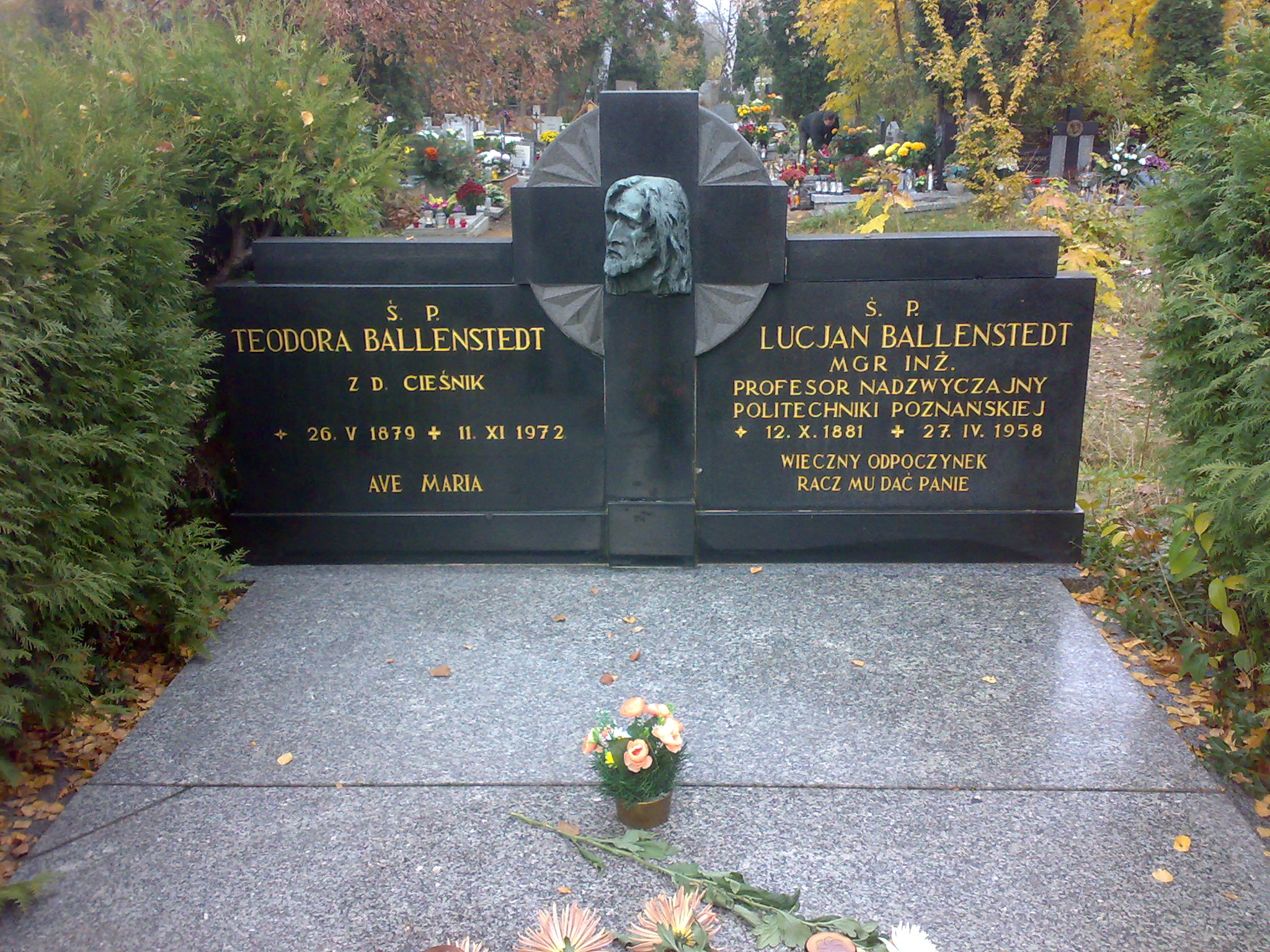
Grób Lucjana Ballenstedta na Cmentarzu Junikowskim w Poznaniu (aleja zasłużonych)

Lucjan Ballenstedt (ur. 12 września 1881 w Poznaniu, zm. 27 kwietnia 1958 tamże) – polski inżynier, specjalista w zakresie mechaniki budowli, projektant mostów; brat Adama.

## Życiorys
Był synem budowniczego Bolesława i Anieli Ballenstaedt z Ławickich. W 1902 ukończył gimnazjum humanistyczne w Gnieźnie, w 1934 ukończył studia na Wydziale Inżynierii Lądowej i Wodnej Królewskiej Wyższej Szkoły Technicznej w Charlottenburgu (egzamin półdyplomowy w 1906, egzamin dyplomowy w 1934).
W latach 1909–1919 był asystentem przy Katedrze Statyki i Geometrii Wykreślnej w macierzystej politechnice. Po zakończeniu I wojny światowej uczył statyki i budowy mostów w Państwowej Szkole Budownictwa w Poznaniu, a po II wojnie światowej został dyrektorem tamtejszego Liceum Budowlanego. Od 1945 był również kierownikiem budowy mostów w Zarządzie Miejskim Poznania oraz wykładowcą w Szkole Inżynierskiej. W tym samym czasie działał w komitecie organizacyjnym Politechniki Poznańskiej, w 1952 został powołany na kierownika Katedry Mechaniki Budowli, w 1957 uzyskał tytuł profesora nadzwyczajnego tejże politechniki.
Jest m.in. autorem poznańskich mostów:
- mostu Bolesława Chrobrego (1924),
- mostu św. Rocha w Poznaniu (1946–1947; stalowe przęsło nurtowe obecnie jest częścią Mostu Jordana),
- mostu Królowej Jadwigi (mostu Juliana Marchlewskiego) (1948–1949),
- mostu Uniwersyteckiego (1951).

Zaprojektował również konstrukcję stalową wieży ratusza w Poznaniu (1945). Wraz ze Stanisławem Kirkinem pracował nad odbudową przedwojennego pawilonu przemysłu ciężkiego (obecnie pawilon nr 2) oraz konstrukcji nowej hali przemysłu (obecnie pawilon nr 1) Międzynarodowych Targów Poznańskich.
Został pochowany w Alei Zasłużonych na Cmentarzu Junikowskim w Poznaniu (AZ-P-1).
W uznaniu zasług Lucjana Ballenstedta, na wniosek Stowarzyszenia Inżynierów i Techników Komunikacji Oddział w Poznaniu oraz Politechniki Poznańskiej, Rada Miasta Poznania nadała w 2003 mostowi stanowiącemu przeprawę przez Wartę, w ciągu poznańskiego odcinka autostrady A2, nazwę most Lucjana Ballenstedta.